# Foreste pluviali e zone umide della Colchide
Foreste pluviali e zone umide della Colchide, dal 26 luglio 2021 è un sito patrimonio dell'umanità dell'UNESCO in Georgia.

## Descrizione
Il sito è costituito da sette zone diverse, all'interno di un corridoio di 80 km lungo la costa orientale temperata ed estremamente umida del Mar Nero. Si tratta di un gruppo di ecosistemi colchici tipici ad altitudini che vanno dal livello del mare a più di 2.500 metri sopra di esso. Gli ecosistemi principali sono le antiche foreste pluviali decidue e le zone umide della Colchide, le paludi di percolazione e altri tipi di palude della regione. Le foreste pluviali di latifoglie, estremamente umide, comprendono una flora e una fauna molto diversificate, con densità molto elevate di specie endemiche e relitte, con un numero significativo di specie minacciate a livello globale e specie relitte, sopravvissute ai cicli glaciali del Terziario. Il sito ospita circa 1.100 specie di piante vascolari e non, tra cui 44 specie di piante vascolari minacciate e quasi 500 specie di vertebrati e un numero elevato di specie di invertebrati. Il sito ospita anche 19 specie animali minacciate tra cui lo storione, in particolare lo storione colchico in pericolo di estinzione. È una tappa fondamentale per molti uccelli minacciati a livello globale che migrano attraverso il collo di bottiglia di Batumi.